# Marathon de Singapour
Le marathon de Singapour est une épreuve de course à pied sur route de 42,195 km se déroulant à Singapour, le premier dimanche de décembre. La première édition de l'épreuve a lieu en 1982.
La marathon de Singapour fait partie des IAAF Road Race Label Events, dans la catégorie des « Labels d'argent ».
L'édition 2011  a donné lieu à un doublé kényan, avec la victoire de Charles Mwai Kanyao chez les hommes, et d'Irene Jerotich Kosgei chez les femmes.

## Vainqueurs
| Année | Hommes                | Pays           | Temps              |                       | Femmes     | Pays               | Temps |
| 2018  | Joshua Kipkorir       | Kenya          | 2 h 12 min 18 s    | Priscah Cherono       | Kenya      | 2 h 32 min 11 s    |       |
| 2017  | Cosmas Kimutai        | Kenya          | 2 h 22 min 48 s    | Pamela Rotich         | Kenya      | 2 h 38 min 31 s    |       |
| 2016  | Felix Kirwa           | Kenya          | 2 h 17 min 18 s    | Rebecca Chesir        | Kenya      | 2 h 43 min 04 s    |       |
| 2015  | Julius Maisei         | Kenya          | 2 h 17 min 26 s    | Doris Changeywo       | Kenya      | 2 h 44 min 26 s    |       |
| 2014  | Kenneth Mungara       | Kenya          | 2 h 16 min 42 s    | Waganesh Amare        | Éthiopie   | 2 h 46 min 54 s    |       |
| 2013  | Chelimo Kipkemoi      | Kenya          | 2 h 15 min 00 s    | Sharon Cherop         | Kenya      | 2 h 41 min 11 s    |       |
| 2012  | Kennedy Kiptoo Lilan  | Kenya          | 2 h 17 min 21 s    | Irene Jerotich Kosgei | Kenya      | 2 h 37 min 54 s    |       |
| 2011  | Charles Mwai Kanyao   | Kenya          | 2 h 14 min 33 s 75 | Irene Jerotich Kosgei | Kenya      | 2 h 36 min 42 s 39 |       |
| 2010  | Kenneth Mburu Mungara | Kenya          | 2 h 14 min 06 s    | Irene Jerotich Kosgei | Kenya      | 2 h 35 min 22 s    |       |
| 2009  | Luke Kibet            | Kenya          | 2 h 11 min 25 s    | Alina Ivanova         | Russie     | 2 h 32 min 49 s    |       |
| 2008  | Luke Kibet            | Kenya          | 2 h 13 min 01 s    | Edith Masai           | Kenya      | 2 h 34 min 15 s    |       |
| 2007  | Elijah Mbogo          | Kenya          | 2 h 14 min 22 s    | Alem Ashebier         | Éthiopie   | 2 h 37 min 08 s    |       |
| 2006  | Amos Matui            | Kenya          | 2 h 15 min 01 s    | Salina Kosgei         | Kenya      | 2 h 31 min 55 s    |       |
| 2005  | Amos Matui            | Kenya          | 2 h 15 min 57 s    | Irina Timofeyeva      | Russie     | 2 h 34 min 42 s    |       |
| 2004  | Philip Tanui          | Kenya          | 2 h 17 min 02 s    | Helen Cherono         | Kenya      | 2 h 39 min 37 s    |       |
| 2003  | John Kelai            | Kenya          | 2 h 19 min 02 s    | Yu-xi Wang            | Chine      | 2 h 43 min 57 s    |       |
| 2002  | Joseph Riri           | Kenya          | 2 h 18 min 46 s    | Constantina Tomescu   | Roumanie   | 2 h 36 min 06 s    |       |
| 2001  | Tadesse Hailemariam   | Éthiopie       | 2 h 23 min 02 s    | Worknesh Tola         | Éthiopie   | 2 h 53 min 29 s    |       |
| 2000  | Nixon Nkodima         | Afrique du Sud | 2 h 27 min 07 s    | Ruwiyati              | Indonésie  | 2 h 53 min 11 s    |       |
| 1999  | Ernest Wong           | Singapour      | 2 h 48 min 43 s    | Ruwiyati              | Indonésie  | 2 h 54 min 53 s    |       |
| 1998  | Zacharia Mosala       | Afrique du Sud | 2 h 27 min 27 s    | Jing Lu               | Chine      | 2 h 59 min 58 s    |       |
| 1997  | Tsutomu Sassa         | Japon          | 2 h 28 min 08 s    | Ruwiyati              | Indonésie  | 2 h 49 min 54 s    |       |
| 1996  | Tor-Erik Nyquist      | Norvège        | 2 h 24 min 17 s    | Sylvia Rose           | Australie  | 2 h 48 min 19 s    |       |
| 1995  | Somkert Winthochai    | Thaïlande      | 2 h 35 min 39 s    | Yoki Chow             | Singapour  | 3 h 20 min 19 s    |       |
| 1994  | Robert Nolan          | Australie      | 2 h 22 min 40 s    | Mieke Pullen          | Pays-Bas   | 2 h 50 min 38 s    |       |
| 1993  | Tan-Choon Ghee        | Singapour      | 2 h 42 min 22 s    | Irene Chua            | Singapour  | 3 h 23 min 18 s    |       |
| 1992  | Gareth Spring         | Angleterre     | 2 h 22 min 22 s    | Yvonne Danson         | Angleterre | 2 h 43 min 34 s    |       |
| 1991  | Tikaram Gurung        | Népal          | 2 h 42 min 02 s    | Yvonne Danson         | Angleterre | 2 h 47 min 27 s    |       |
| 1990  | Kuruppu Karunaratne   | Sri Lanka      | 2 h 21 min 10 s    | Li Yemei              | Chine      | 2 h 47 min 47 s    |       |
| 1989  | Ricky Khoo            | Singapour      | 2 h 39 min 09 s    | Toh-So Liang          | Singapour  | 2 h 53 min 09 s    |       |
| 1988  | Hans Pfisterer        | Allemagne      | 2 h 22 min 49 s    | Li Yemei              | Chine      | 2 h 46 min 04 s    |       |
| 1986  | Alain Lazare          | France         | 2 h 19 min 04 s    | Kersti Jakobsen       | Danemark   | 2 h 39 min 03 s    |       |
| 1984  | Tommy Persson         | Suède          | 2 h 18 min 30 s    | Kersti Jakobsen       | Danemark   | 2 h 41 min 34 s    |       |
| 1982  | Raymond Crabb         | Angleterre     | 2 h 24 min 19 s    | Winnie Lai-chu Ng     | Hong Kong  | 2 h 55 min 11 s    |       |

## Source
- (en) Cet article est partiellement ou en totalité issu de l’article de Wikipédia en anglais intitulé « Singapore Marathon » (voir la liste des auteurs).